# Yertle the Turtle
Yertle the Turtle est la dernière piste du deuxième album du groupe californien Red Hot Chili Peppers. 
Au début du morceau, on peut entendre une voix inconnue déclamer : « Look at the turtle go, bro'  » (soit « Regarde la tortue avancer, frère »). Il s'agit en fait du dealer de George Clinton, appelé Louie, à qui le producteur devait beaucoup d'argent. 
Alors que Clinton était sur le point de se faire tabasser par les hommes de main de Louie, il trouva une solution : le trafiquant qui rêvait de faire carrière dans la musique pourrait réaliser son rêve en participant aux enregistrements de l'album, et bien qu'Anthony était opposé à cette idée (« J'ai pas l'intention de laisser ce connard sur mon album. C'est sacrée cette merde », note-t-il dans son autobiographie), tout le monde finit par y trouver son compte, d'autant que cet arrangement assurait au groupe un approvisionnement illimité en cocaïne.
Les paroles reprennent en partie un poème du même nom de Dr. Seuss.